# Helge Bronée
Helge Christian Bronée (né le 28 mars 1922 à Nybølle au Danemark et mort le 3 juin 1999 à Dronningmølle) est un joueur international de football danois, qui jouait en tant que milieu de terrain.
Il a joué 4 matchs au poste d'ailier pour l'équipe du Danemark, avant de partir jouer professionnellement. Il a joué en France au FC Nancy ainsi qu'en Italie à Palerme, l'AS Rome et à la Juventus durant les années 1950.

## Biographie
Bronée commence sa carrière senior dans des clubs de Copenhague comme le Boldklubben 1893 (B 93) ainsi que le Handelsstandens Boldklub (HB). Il part ensuite pour l'Østerbro Boldklub (ØB), où il forme une paire d'attaquants très efficace avec Karl Aage Præst. Avec 26 buts lors de la saison 1945-46 de D3 danoise, Bronée aide l'ØB à remonter en D2. Bronée fait alors ses débuts en sélection avec l'équipe du Danemark en septembre 1945, où il inscrit le premier but lors d'une victoire 5-1 contre les rivaux norvégiens. Il est connu pour avoir terminé meilleur buteur du championnat du Danemark lors de la saison 1946-47 avec 21 buts en 18 matchs, saison où ØB finit à la 4e place pour leur première saison en D1.
Il part alors rejoindre le monde du football professionnel en débarquant tout d'abord en France du côté du FC Nancy. À cause des strictes règles de l'amateurisme danois de l'époque, cette expérience à l'étranger met fin à sa carrière en sélection (un but pour 4 matchs joués). Il reste à Nancy jusqu'en 1950, avant de partir rejoindre l'Italie. Il évolue d'abord en Sicile à l'US Palerme, équipe de milieu de tableau de la récente Serie A. En 1952, il part pour la capitale jouer dans l'équipe de l'AS Roma, avec qui il finit à la 6e place.
Bronée se retrouve à nouveau en compagnie de Karl Aage Præst, dans le club piémontais de la Juventus (pour qui il dispute son premier match en bianconero le 26 septembre 1954 lors d'une victoire 4-2 contre la Lazio en Serie A), avec encore une 6e place en résultat. Il part ensuite rejoindre Novare en 1955. Avec 10 buts inscrits durant la saison par Bronée, Novare est reléguée à la fin de la saison 1955-56.
Bronée retourne ensuite au Danemark finir sa carrière en amateur, en jouant pour le Rødovre BK, avant de se retrouver dans son premier club, le B 93.

## Palmarès
Østerbros BK
- Championnat du Danemark :
  - Meilleur buteur : 1946-47 (21 buts).